# Paralentula candidoi
Paralentula candidoi är en insektsart som först beskrevs av Willy Adolf Theodor Ramme 1929.  Paralentula candidoi ingår i släktet Paralentula och familjen Lentulidae. Inga underarter finns listade i Catalogue of Life.